# Karl Goldmark

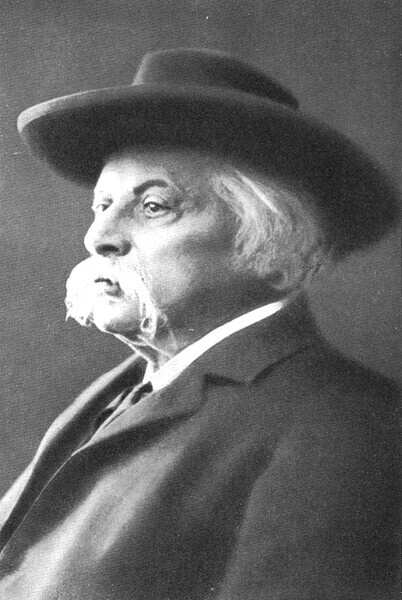
Karl Goldmark

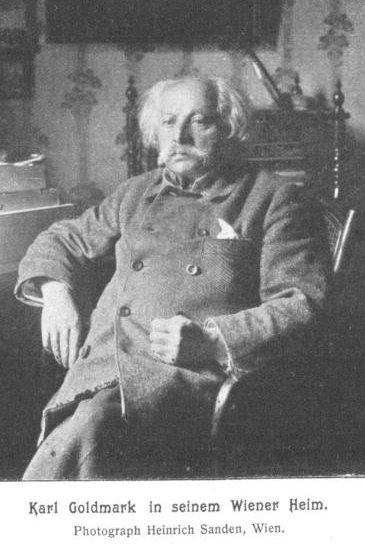
Karl Goldmark 1910, Fotograf: Heinrich Sanden

Karl Goldmark (* 18. Mai 1830 in Keszthely, Königreich Ungarn im Kaisertum Österreich; † 2. Jänner 1915 in Wien) war ein ungarisch-österreichischer Komponist, Musiklehrer und Geiger. Sein Vorname wird nach der bis 1901/1902 gültigen Schreibung häufig Carl geschrieben, in seinem Geburtsland Ungarn ist Károly üblich.

## Leben

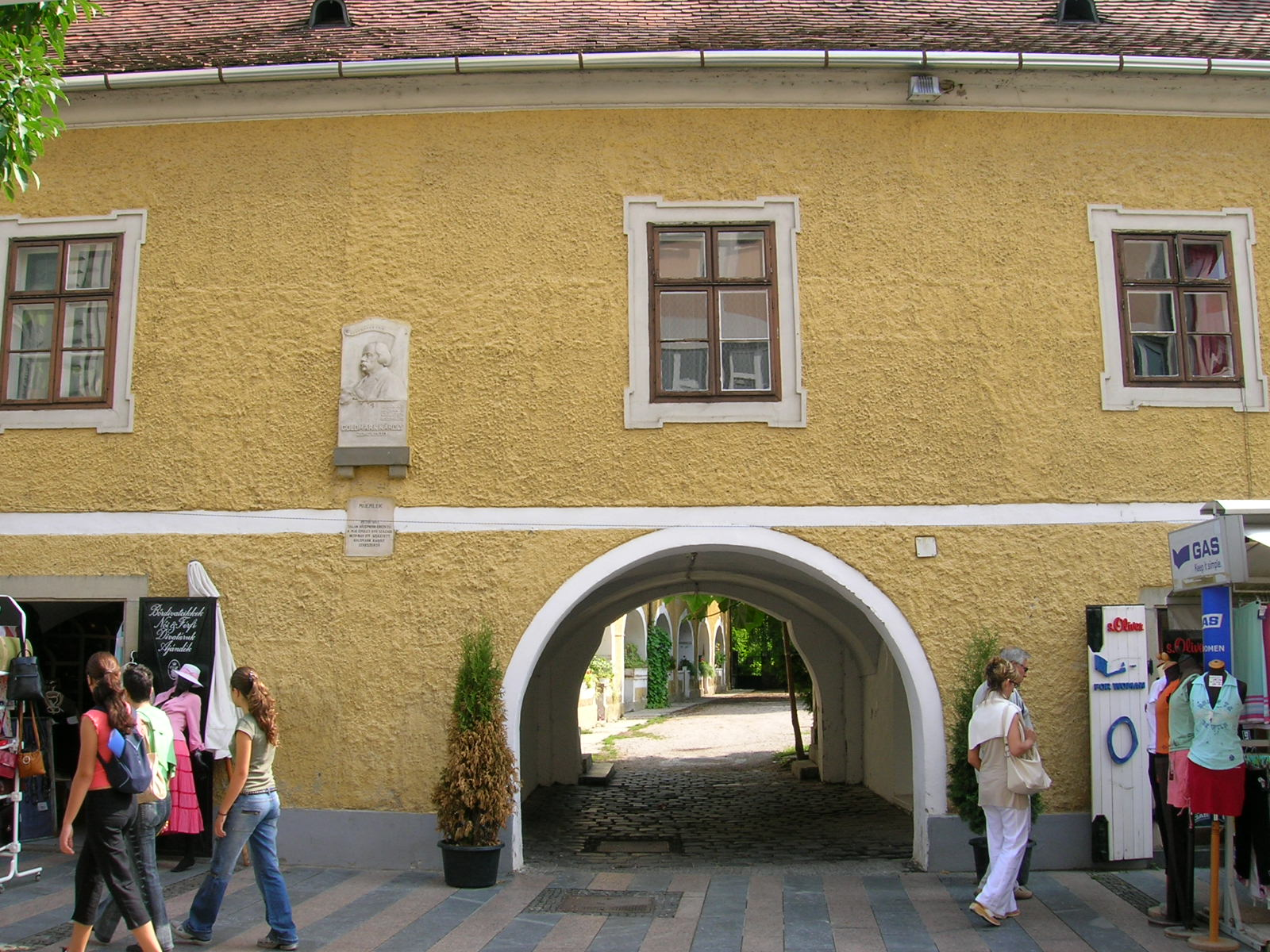
Goldmarks Geburtshaus in Keszthely

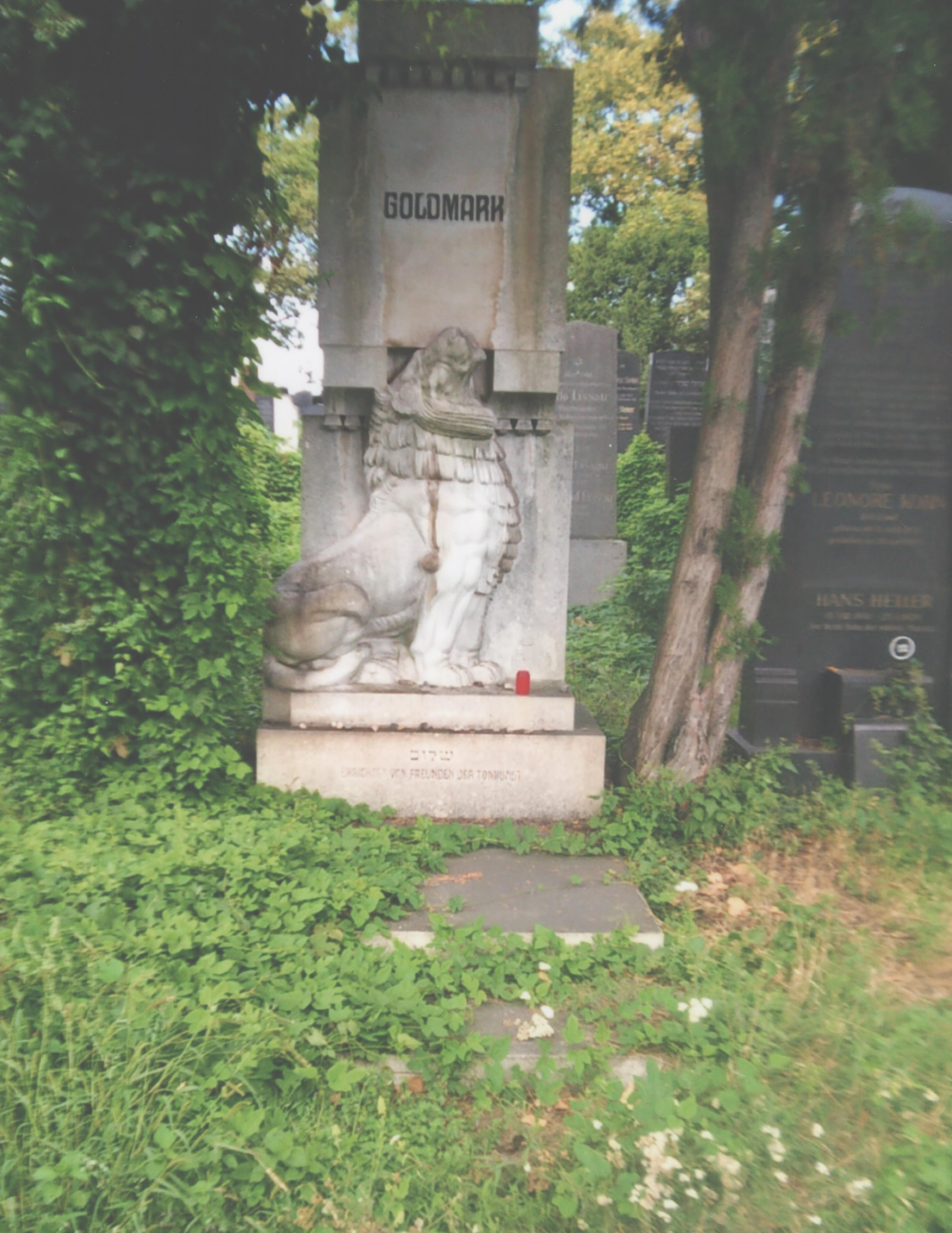
Grabstätte von Karl Goldmark

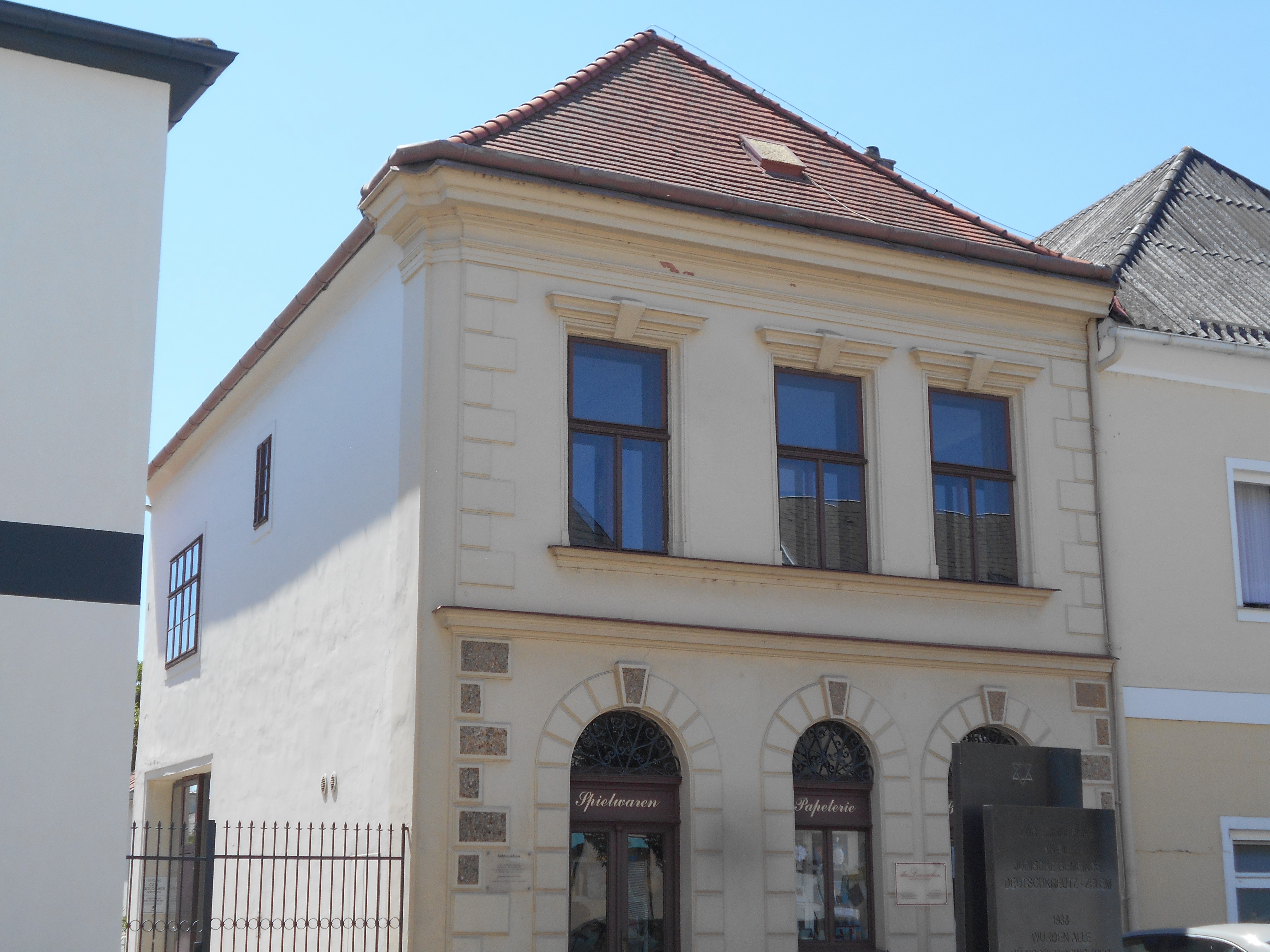
Das Karl-Goldmark-Gedenkhaus in Deutschkreutz

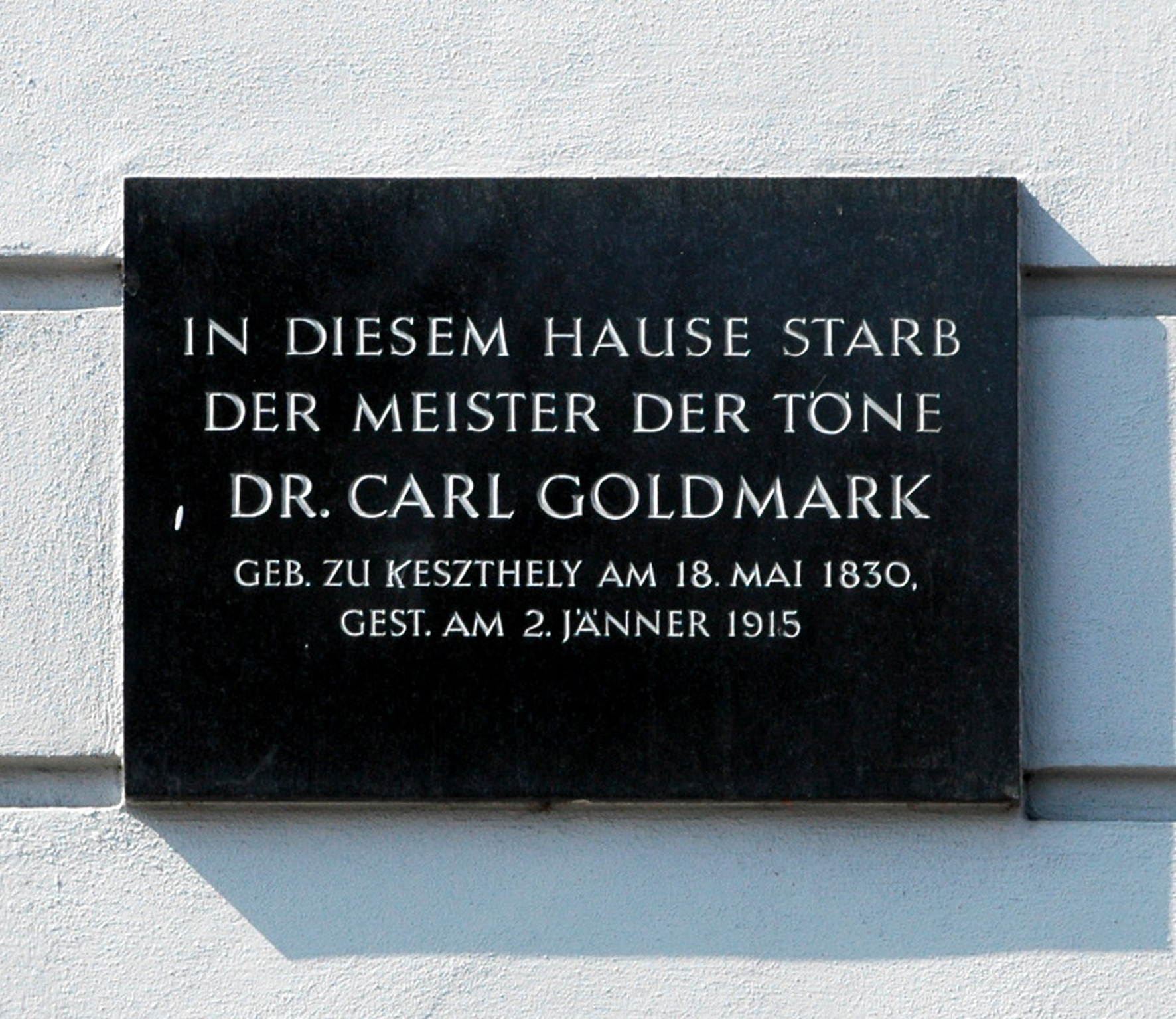
Tafel am Sterbehaus

Goldmark war Sohn eines Chasans, eines jüdischen Kantors. Seine Familie zog, als er vier Jahre alt war, in die Siebengemeinde Deutschkreutz im Burgenland, das damals zum ungarischen Teil des Habsburgerreichs gehörte. Die Familie lebte dort in ärmlichen Verhältnissen. Goldmarks älterer Bruder Joseph Goldmark schloss sich der 1848er Revolution an und musste in die USA emigrieren. Der Pianist und Komponist Rubin Goldmark ist Sohn seines ebenfalls in die USA emigrierten Bruders Leo Goldmark.
Mit elf Jahren erhielt Goldmark den ersten Geigenunterricht, mit 14 Jahren zog er nach Wien und gab dort im Alter von 18 Jahren seine ersten Soloauftritte als Geiger. Über viele Jahre arbeitete Goldmark unbeachtet als Theatergeiger am Carltheater in Wien, wo er seine Einkünfte durch Klavierunterricht aufbesserte. Mit 27 Jahren fasste er erstmals den Entschluss, mit eigenen Kompositionen vor das Publikum zu treten, mit 28 Jahren gab er sein erstes Konzert mit eigenen Werken.
Zu Beginn der 1860er Jahre war Goldmark als Bratschist eines jungen Streichquartetts tätig. Diesem Quartett übergab Johannes Brahms sein später mehrfach umgearbeitetes Streichquartett in f-Moll zur Probe. In dieser Zeit entwickelte sich zwischen Brahms und Goldmark eine (nicht immer ganz problemlose) Freundschaft, die in zahlreichen Ausflügen etwa nach Baden oder Klosterneuburg und in einer gemeinsamen Italienreise zum Ausdruck kam. Goldmark gehörte daneben auch zu den regelmäßigen Gästen bei der Familie Johann Strauss.
1863 erhielt Goldmark ein Stipendium für Musik, das ihm von den drei Kommissionsmitgliedern des k.k. Ministeriums für Cultus und Unterricht, Eduard Hanslick, Heinrich Esser und Johann von Herbeck, zugesprochen wurde.
Als Autodidakt schaffte er 1865 mit der Sakuntala-Ouvertüre den ersten Durchbruch, aufgeführt in Wien im 4. Philharmonischen Konzert der Saison 1865 / 1866. Der Kritiker Eduard Hanslick, der die Aufführung insgesamt wohlwollend kritisierte, nahm allerdings wie in vielen späteren Kritiken an seinem „Dissonanzenreichtum“ Anstoß. Zur Uraufführung von Goldmarks Ouvertüre Im Frühling stellte Eduard Hanslick die Frage, ob „der Dissonanzenkönig es über sich gewinnen wird, dem Mai zuliebe seine schneidenden Akkorde zu verabschieden“, und in Goldmarks Sappho-Ouverture brandmarkte er dessen „Dissonanzenurwald“.
Gustav Mahler, der später drei Goldmark-Opern auf seiner Dirigierliste hatte, Heimchen am Herd (1896), Die Kriegsgefangene (1899) und die Neuinszenierung von Die Königin von Saba (1901), und Goldmark begegneten einander mit gewisser Reserviertheit. Dies wurde teilweise darauf zurückgeführt, dass Mahler es Goldmark stets verübelt hatte, dass dieser als Mitglied der Juroren-Kommission (bestehend aus Hanslick, Brahms, Hans Richter und Goldmark) in den Jahren 1878 und 1881 den „Beethoven-Preis“ der Gesellschaft der Musikfreunde in Wien nicht ihm, sondern Robert Fuchs und Victor von Herzfeld zugesprochen hatte.
Goldmark wohnte zuletzt im Pratercottage im 2. Wiener Gemeindebezirk, Josef-Gall-Gasse 5, wo eine Gedenktafel am Sterbehaus an ihn erinnert. Im selben Haus wohnte 1915 auch der spätere Nobelpreisträger für Literatur, Elias Canetti, damals zehn Jahre alt, gemeinsam mit seiner Mutter und den beiden jüngeren Brüdern, laut Canettis Autobiographie Die gerettete Zunge im Stockwerk über der Goldmark’schen Wohnung. Canetti beschreibt darin seine Eindrücke vom Begräbnis des Komponisten. Goldmarks Grab befindet sich auf dem Wiener Zentralfriedhof (Alter jüdischer Friedhof, Tor 1). 1925 wurde ihm zu Ehren der Goldmarkplatz in Wien-Hietzing (13. Bezirk) benannt (in der Zeit des Nationalsozialismus trug er den Namen Walter-Flex-Platz).
Im burgenländischen Deutschkreutz wurde 1980 das Haus, in dem Goldmark die Jahre 1834 bis 1844 verbrachte, von der Gemeinde angekauft und darin das Goldmark-Museum errichtet.

## Bedeutung
Goldmark war zu Ende des 19. Jahrhunderts, in seinen späteren Jahren, ein sehr populärer Komponist, der mit Superlativen überhäuft wurde. Jean Sibelius, zeitweiliger Schüler von Goldmark ab 1890, schrieb 1892, dass er in Wien einen außerordentlichen Ruf habe und man vielerorts beneidet würde, sein Schüler zu sein. Julius Korngold, Nachfolger von Eduard Hanslick, sprach vom „Goldmark-Kultus“. Karl Kraus bescheinigte ihm, seit Richard Wagners Tod der größte lebende Musikdramatiker zu sein. Er wurde nach Brahms’ Tod gewissermaßen als der letzte Exponent des sich verlierenden spätromantischen Zeitalters angesehen, wobei die ungarische Musikwelt ihn als „Nationalkomponisten“ bis heute mit größerer Aufmerksamkeit bedacht hat.
Sein bekanntestes Werk ist die 1875 uraufgeführte Oper Die Königin von Saba, mit der er über Nacht berühmt wurde. Ihr opulentes Klangbild wurde damals als Gegenstück zu Hans Makarts Monumentalgemälden gesehen.
Hanslick, der alles im Umkreis Richard Wagners Stehende befehdete, glaubte bei allen Opern Goldmarks eine zu große Nähe zu Richard Wagner feststellen zu müssen. Auch viele andere Kritiker stigmatisierten Goldmark als Wagnerepigonen. Am schonungslosesten mit seiner Kritik gegenüber Goldmark war Hugo Wolf. Die Oper Die Königin von Saba war noch bis 1936 an der Wiener Staatsoper präsent, bis das Verdikt der Nationalsozialisten für das endgültige Ende der Rezeption sorgte. Nach 1945 bot der Musikbetrieb Wiens Goldmark praktisch keinen Raum mehr.
Seine musikalischen Leitbilder waren Felix Mendelssohn Bartholdy, Robert Schumann und später auch Richard Wagner. 1860 ist seine einzige Begegnung mit Wagner dokumentiert. Um 1900 war er neben Gustav Mahler und Ludwig Bösendorfer Mitglied im Komitee zur Anschaffung einer neuen Orgel für den Wiener Musikvereinssaal. In seinen späten Jahren erhielt er neben zahlreichen Ehrungen die Ehrendoktorwürde der Universität Budapest.
Neben Sinfonien, anderen Orchesterwerken, Kammermusik, Chorwerken und Liedern komponierte er eine Reihe von Opern.

### Wiederentdeckung
Goldmarks frühes Streichquartett B-Dur op. 8 erfährt in letzter Zeit wieder eine gewisse Aufmerksamkeit und wurde vom Lajtha-Quartett (Hungaroton, 1993) und dem Klenke-Quartett (Classic, 1998) auf CD eingespielt.

## Werkverzeichnis

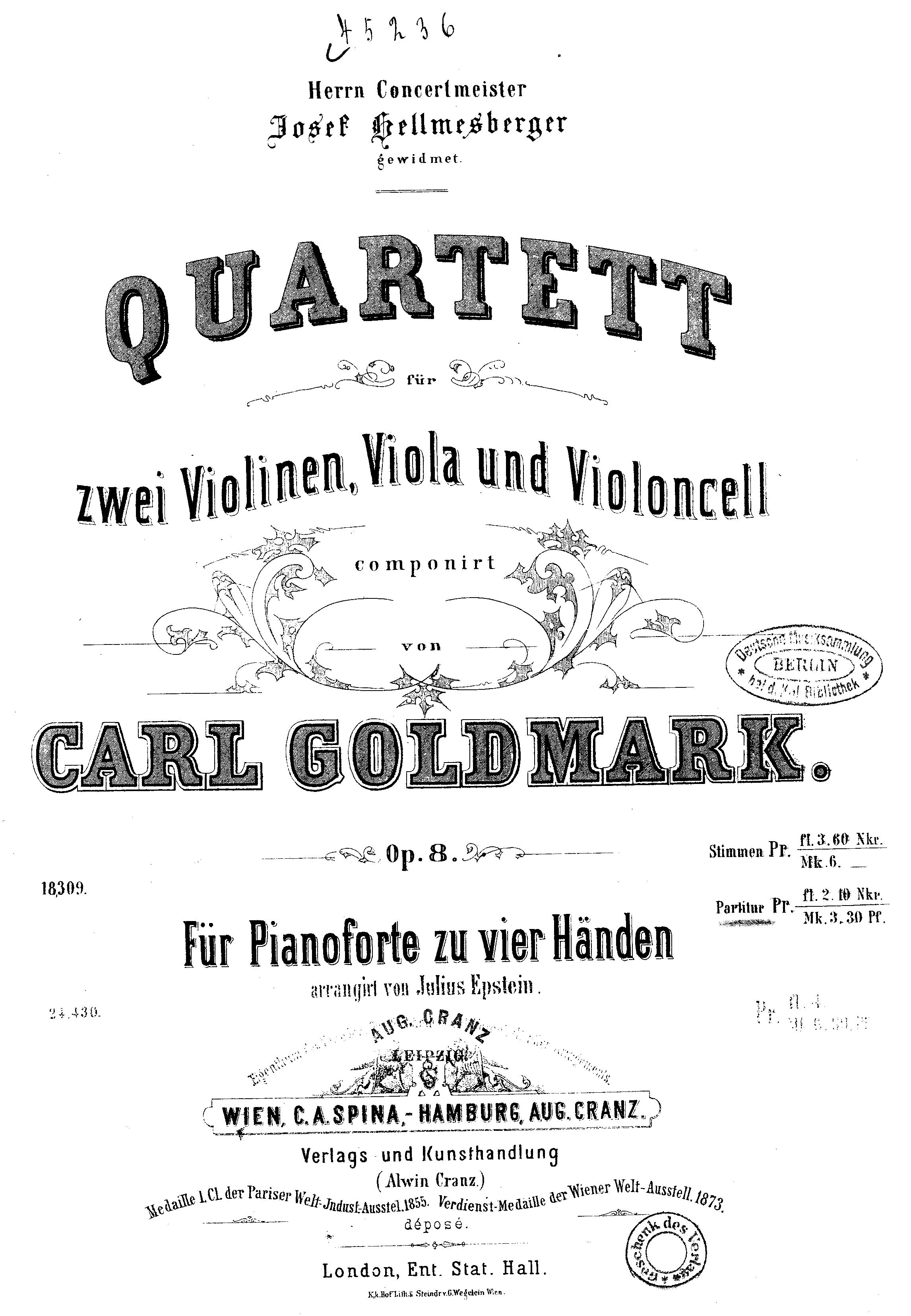
Titelseite des Streichquartetts opus 8 in einer Klavierbearbeitung von Julius Epstein

### Opern
- Die Königin von Saba. Oper in 4 Akten (op. 27; 1871). Libretto: Salomon Hermann Mosenthal. UA 10. März 1875 Wien (Hofoper)
- Merlin. Oper in 3 Akten. Libretto: Siegfried Lipiner. UA 19. November 1886 Wien (Hofoper)
- Das Heimchen am Herd. Oper in 3 Akten. Libretto: Alfred Maria Willner (nach Charles Dickens: The Cricket on the Hearth). UA 21. März 1896 Wien (Hofoper)
- Der Fremdling. Libretto: ?. (Fragment, unvollendet)
- Die Kriegsgefangene (Briseïs). Oper in 2 Akten. Libretto: Emil Schlicht (= Alfred Formey). UA am 17. Januar 1899 Wien (Hofoper)
- Götz von Berlichingen. Oper in 5 Akten. Libretto: Alfred Maria Willner (nach Goethe). UA 16. Dezember 1902 Budapest (Nationaloper). Neufassung: UA 1910 Wien
- Ein Wintermärchen. Oper in 3 Akten. Libretto: Alfred Maria Willner (nach Shakespeare). UA 2. Januar 1908 Wien (Hofoper)

### Ouvertüren
- Sakuntala op. 13 (1865); erster großer Erfolg
- Penthesilea op. 31 (nach Heinrich von Kleist, 1884)
- Im Frühling op. 36 (1889)
- Der gefesselte Prometheus op. 38 (1889)
- Sappho op. 44 (1894)
- In Italien op. 49 (1904)
- Aus Jugendtagen op. 53

### Sinfonien
- Sinfonie Nr. 1 op. 26 (Ländliche Hochzeit, 1875/76)
- Sinfonie Nr. 2 Es-Dur op. 35 (1887)

### Orchesterwerke
- Konzert für Violine und Orchester Nr. 1 a-Moll op. 28
- Scherzo op. 45

### Chorwerke
- Regenlied op. 10
- Zwei Stücke für Herrenchor op. 14
- Frühlingsnetz, für Herrenchor, 4 Hörner und Klavier op. 15
- Meeresstille und glückliche Fahrt, für Herrenchor und Hörner op. 16
- Zwei Stücke für Herrenchor op. 17
- Frühlingshymne, für Alt, Chor und Orchester op. 23
- Im Fuschertal, sechs Chorgesänge op. 24
- Psalm CXIII, für Solostimmen, Chor und Orchester op. 40
- Zwei Stücke für Herrenchor op. 41
- Zwei vierstimmige Gesänge mit Klavier op. 42

### Werke für Violine bzw. Cello und Klavier
- Suite für Violine und Klavier E-Dur op. 11 (siehe Erstausgabe, Edition Schott)
- Suite für Violine und Klavier Es-Dur op. 43
- Sonate für Violine und Klavier op. 25
- Ballade für Violine und Klavier op. 54
- Romanze für Violine und Klavier op. 51
- Sonate für Cello und Klavier F-Dur op. 39
- Violinkonzert a-Moll op. 28 (1878)

### Werke für Klavier
- Sturm und Drang – Neun charakteristische Stücke, op. 5
- Drei Stücke für Klavier z. 4 Hdn., op. 12
- Ungarische Tänze f. Klavier z. 4 Hdn., op. 22 (später durch den Komponisten orchestriert)
- Vier Klavierstücke, op. 29
- Georginen – Sechs Stücke für Klavier, op. 52

### Kammermusik
- Klaviertrio B-Dur op. 4 (1858/59)
- Streichquartett B-Dur op. 8 (1860)
- Streichquintett a-Moll op. 9 (1862)
- Klavierquintett B-Dur op. 30 (1878)
- Klaviertrio e-Moll op. 33 (1879)
- Klavierquintett cis-Moll op. 54 (1914)

### Lieder
- 12 Gesänge, Op. 18
- Beschwörung, Op. 20
- 4 Lieder, Op. 21
- 7 Lieder aus dem ‘Wilden Jäger’, Op. 32
- 4 Lieder, Op. 34
- 8 Lieder, Op. 37 (Leipzig, 1888 oder 1889)
- Wer sich die Musik erkiest, Op. 42
- 6 Lieder, Op. 46